# Wellington (Shropshire)
Wellington è una delle comunità che, aggregate, formano la new town di Telford, nella contea dello Shropshire, in Inghilterra.

## Amministrazione

### Gemellaggi
- Châtenay-Malabry, Francia